# Городки (Омская область)
Городки — деревня в Тюкалинском районе Омской области. Входит в состав Кабырдакского сельского поселения.

## История
Основана в 1848 г. В 1928 году состояла из 107 хозяйств, основное население — русские. В составе Ошанского сельсовета Тюкалинского района Омского округа Сибирского края.

## Население
| 1926 | 2010 |
| ---- | ---- |
| 681  | ↘34  |